# Ажедет
Ажеде́т (фр. Hagedet, окс. Hagedèth) — коммуна во Франции, находится в регионе Юг — Пиренеи. Департамент — Верхние Пиренеи. Входит в состав кантона Кастельно-Ривьер-Бас. Округ коммуны — Тарб.
Код INSEE коммуны — 65215.

## География
Коммуна расположена приблизительно в 630 км к югу от Парижа, в 120 км западнее Тулузы, в 34 км к северу от Тарба.
На востоке коммуны протекает река Луэт.

## Климат
Климат умеренно-океанический с солнечной тёплой погодой и обильными осадками на протяжении практически всего года.

## Население
Население коммуны на 2010 год составляло 48 человек.
| 1962 | 1968 | 1975 | 1982 | 1990 | 1999 | 2010 |
| ---- | ---- | ---- | ---- | ---- | ---- | ---- |
| 51   | 53   | 42   | 34   | 43   | 40   | 48   |

## Администрация
| Период | Период | Фамилия         | Партия       | Примечания |
| ------ | ------ | --------------- | ------------ | ---------- |
| 2001   | 2009   | Ги Ласбат       | беспартийный |            |
| 2009   | 2020   | Вероник Субабер | беспартийный |            |

## Экономика
В 2010 году среди 24 человек трудоспособного возраста (15-64 лет) 18 были экономически активными, 6 — неактивными (показатель активности — 75,0 %, в 1999 году было 58,8 %). Из 18 активных жителей работали 17 человек (9 мужчин и 8 женщин), безработной была 1 женщина. Среди 6 неактивных 2 человека были учениками или студентами, 2 — пенсионерами, 2 были неактивными по другим причинам.

## Достопримечательности
- Археологические раскопки замкового мотта Ажедет (XI—XII века). Исторический памятник с 1997 года[4]